# 吉田勝太郎

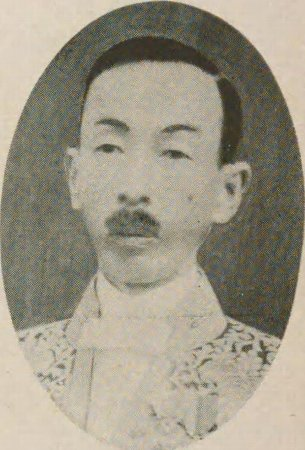
吉田勝太郎

吉田 勝太郎（よしだ かつたろう、1883年（明治16年）4月5日 - 1970年（昭和45年）10月22日）は第8代・第10代四日市市長。大日本帝国の内務官僚、岐阜県知事。四日市コンビナートの誘致に尽力した。四日市の名誉市民である。

## 年譜
愛媛県越智郡今治町（現今治市）出身。静岡県立静岡中学校に学び、野球部に所属した。第三高等学校 (旧制)を経て、1911年（明治44年）、東京帝国大学法科大学法律学科卒業。同年文官高等試験に合格。明治時代末期から昭和時代初期にかけて全国各地の文官を歴任した。1931年に岐阜県知事を務め、同年12月18日に休職、1932年1月29日、依願免本官となり退官した。
その後、官選市長として1934年（昭和9年）に四日市市長に就任。1947年（昭和22年）になって、マッカーサーGHQによって公職追放された。吉田千九郎に公選市長の座を譲ったが四日市市長職のバトンを返上させて再度返り咲き公選市長として1955年（昭和30年）から～1959年（昭和34年）までに四日市市長となり通算5期17年務めた。
昭和初期、四日市市に四日市港の第1期改修工事が終了して、新しい埋め立て地が誕生した。吉田勝太郎は子孫代々の四日市発展のために、近代化と工業化が必要であると思考して、埋め立て地への工場誘致に尽力した。機械化が進展した東洋紡績塩浜工場や東亜紡織泊工場などの紡績産業と重工業の石原産業四日市工場などの石油化学産業を四日市市に集積した。また、四日市市と三重郡の村々の「昭和の大合併」に尽力して、市立四日市病院や四日市西部の住宅団地の開発・名四国道・工業用水の建設、農業研究指導所の四日市市農業センターの創設などの生活政策や産業基盤を築いた。
1955年（昭和30年）に四日市市の名誉市民となった。女子教育の必要性から1946年（昭和21年）に平田紡績社長の宗村佐信と相談して学校法人暁学園を富洲原地区に創設した。

## 市長在任期間
官選市長時代
- 1934年（昭和9年）6月9日～1946年（昭和21年）11月13日

再任公選市長時代
- 1955年（昭和30年）5月2日～1959年（昭和34年）4月30日[9]。

## 家族
長男は在ハンガリー日本公使館公使、在シンガポール特命全権大使（1967-1969）などを務めた外交官の吉田健一郎で、その岳父に遠山元一がいる。